# ديف جيرارد
ديف جيرارد (بالإنجليزية: Dave Gerard)‏ هو لاعب كرة قاعدة أمريكي، ولد في 6 أغسطس 1936 في نيويورك في الولايات المتحدة، وتوفي في 10 أكتوبر 2001 في نيوتاون باكز مقاطعة في الولايات المتحدة.

## وصلات خارجية
- ديف جيرارد على موقع دوري كرة القاعدة الرئيسي (الإنجليزية)
- ديف جيرارد على موقعبيزبول رفرنس.كوم (الدوري الرئيسي) (الإنجليزية)
- ديف جيرارد على موقعبيزبول رفرنس.كوم (الدوري الثانوي) (الإنجليزية)